# Ådholmen, Sibbo
Ådholmen är en ö i Finland. Den ligger i Finska viken och i kommunen Sibbo i den ekonomiska regionen  Helsingfors i landskapet Nyland, i den södra delen av landet. Ön ligger omkring 30 kilometer öster om Helsingfors.
Öns area är 4,7 hektar och dess största längd är 370 meter i sydväst-nordöstlig riktning.
Sedan år 1938 har holmen varit i släkten Björkmans ägo. 
För de som visiterar holmen finns parkeringsplatser på Kitö (eftersom Svartbäck är för långt borta). 